# 二上りおどり
二上りおどり（にあがりおどり）とは、広島県福山市で行われる盆踊りの一種。

## 概要
毎年お盆の8月13・14・15日の3日間、福山駅前大通り・久松通りで行われる「福山夏祭り」で踊られる。1961年4月18日、県の無形文化財に指定。
地方の奏でる三味線の二上りを基調に、胡弓の三下り、尺八の合奏にあわせて、ステップの度に四つ竹で拍子をとりながら踊る。
格好は、頭に男は鉢巻・女は手拭で包み、手に四つ竹を持ち、浴衣の裾をまくり、白足袋に草履を履く。
みずから踊って楽しむことが目的であるため、基本のステップ以外は組によりおのおの独自の形で踊られている。 
起源は定かでないが、二上り流行時期から文化文政時代（1790年代から1830年代）、江戸詰の備後福山藩士によって江戸から伝わってきたと一般には言われている。
当初は、頭に折笠・頬かむりをし手にうちわを持ち、唄がなく、基調の二上がりと胡弓の奏でる気品と哀調を含んだ独特のリズムにあわせ、武士や領民が三々五々組を作っておもいおもい踊り歩いたと言われている。
年々踊り手によりアレンジが加えられ、かぶりものも鉢巻や手拭にとって代り、地方に鉦・太鼓を加えられ、昭和3年（1928年）以降うちわから四つ竹に代えて使われている。最近では、一部でよさこい風にアレンジされたりしている。

## 参考資料
- 「福山の民俗芸能」福山市教育委員会編